# Ministr zahraničních věcí Čínské lidové republiky
Ministr zahraničních věcí Čínské lidové republiky (čínsky v českém přepisu čung-chua žen-min kung-che-kuo waj-ťiao-pu pu-čang, pchin-jinem Zhōnghuá Rénmín Gònghéguó Wàijiāobù Bùzhǎng, znaky zjednodušené 中华人民共和国外交部部长) je člen Státní rady Čínské lidové republiky, čínské vlády, stojící v čele Ministerstva zahraničních věcí Čínské lidové republiky. Jedná se o jeden z nejdůležitějších postů v čínské vládě. Ministr někdy zároveň bývá místopředseda vlády nebo státní poradce stojící výše než řadoví ministři. Ve stranické hierarchii je obvykle členem Ústředního výboru Komunistické strany Číny a nebo i politbyra.
Od 25. července 2023 post v Li Čchiangově vládě zastává Wang I.

## Jmenovací proces
Podle Ústavy Čínské lidové republiky je ministr nominován premiérem a následně schválen Všečínským shromážděním lidových zástupců, nebo jeho stálým výborem. Do funkce je poté jmenován prezidentem Čínské lidové republiky.

## Seznam ministrů zahraničních věcí
| #   | Portrét | Jméno Narození a úmrtí               | Funkční období     | Funkční období                 | Funkční období    | Vláda                                      | Poznámky, další úřady (v době výkonu funkce) |
| #   | Portrét | Jméno Narození a úmrtí               | Nástup do úřadu    | Opuštění úřadu                 | Dny v úřadu       | Vláda                                      | Poznámky, další úřady (v době výkonu funkce) |
| --- | ------- | ------------------------------------ | ------------------ | ------------------------------ | ----------------- | ------------------------------------------ | --- |
| 1.  |         | Čou En-laj 周恩来 (1898–1976)        | 1. října 1949      | 11. února 1958                 | 8 let a 133 dní   | Čou En-laj I Čou En-laj II                 | člen (7.) a (8.) politbyra a jeho ústředního sekretariátu/stálého výboru, místopředseda ÚV KS Číny (od září 1956), předseda vlády, předseda celostátního výboru ČLPPS (od prosince 1954) |
| 2.  |         | Maršál Čchen I 陈毅 (1901–1972)      | 11. února 1958     | 6. ledna 1972 (zemřel v úřadu) | 13 let a 329 dní  | Čou En-laj II Čou En-laj III Čou En-laj IV | člen (8.) politbyra, člen stálého výboru, (od ledna 1966) místopředseda Ústřední vojenské komise KS Číny, místopředseda Státního výboru obrany, místopředseda vlády                      |
| 3.  |         | Ťi Pcheng-fej 姬鹏飞 (1910–2000)     | Leden 1972         | Listopad 1974                  | 2 roky a 304 dní  | Čou En-laj IV                              | člen ÚV KS Číny (od srpna 1973) |
| 4.  |         | Čchiao Kuan-chua 喬冠華 (1913–1983)  | Listopad 1974      | 2. prosince 1976               | 2 roky a 32 dní   | Čou En-laj IV Čou a Chua                   | člen ÚV KS Číny |
| 5.  |         | Chuang Chua 黄华 (1913–2010)         | 2. prosince 1976   | 19. listopadu 1982             | 5 let a 352 dní   | Čou a Chua Chua a Čao                      | člen ÚV KS Číny, místopředseda vlády (září 1980 – květen 1982), státní poradce (od května 1982)                                                                                          |
| 6.  |         | Wu Süe-čchien 吴学谦 (1921–2008)     | 19. listopadu 1982 | 12. dubna 1988                 | 5 let a 145 dní   | Chua a Čao Čao C’-jang II                  | člen ÚV KS Číny, (12.) (od září 1985) a (13.) politbyra, státní poradce (od června 1983)                                                                                                 |
| 7.  |         | Čchien Čchi-čchen 钱其琛 (1928–2017) | 12. dubna 1988     | 18. března 1998                | 9 let a 340 dní   | Li Pcheng I Li Pcheng II                   | člen (14.) a (15.) politbyra, státní poradce (duben 1991 – březen 1993), místopředseda vlády (od března 1993)                                                                            |
| 8.  |         | Tchang Ťia-süan 唐家璇 (* 1938)      | 18. března 1998    | 17. března 2003                | 4 roky a 364 dní  | Ču Žung-ťi                                 | člen ÚV KS Číny |
| 9.  |         | Li Čao-sing 李肇星 (* 1940)          | 17. března 2003    | 27. dubna 2007                 | 4 roky a 41 dní   | Wen Ťia-pao I                              | člen ÚV KS Číny |
| 10. |         | Jang Ťie-čch’ 杨洁篪 (* 1950)        | 27. dubna 2007     | 16. března 2013                | 5 let a 323 dní   | Wen Ťia-pao I Wen Ťia-pao II               | člen ÚV KS Číny |
| 11. |         | Wang I 王毅 (* 1953)                 | 16. března 2013    | 30. prosince 2022              | 9 let a 289 dní   | Li Kche-čchiang I Li Kche-čchiang II       | člen ÚV KS Číny, (20.) politbyra (od 2022) státní poradce (březen 2018 – březen 2023) |
| 12. |         | Čchin Kang 秦刚 (* 1966)             | 30. prosince 2022  | 25. července 2023              | 6 měsíců a 25 dnů | Li Kche-čchiang II Li Čchiang              | člen ÚV KS Číny |
| 13. |         | Wang I 王毅 (* 1953)                 | 25. července 2023  | úřadující                      | 1 rok a 219 dní   | Li Čchiang                                 | člen ÚV KS Číny, (20.) politbyra (od 2022) státní poradce (březen 2018 – březen 2023) |